# Show Me (The Cranberries)
Show Me è il primo singolo promozionale estratto da Roses, il sesto album dei Cranberries.